# Matej Mohorič
Matej Mohorič   (Kranj, 19 d'octubre de 1994) és un ciclista eslovè, professional des del 2013 i actualment a l'equip Bahrain Victorious. En el seu palmarès destaca el Campionat del món en ruta sub-23 a Florència, la Milà-Sanremo de 2022 i etapes en cadascuna de les grans voltes, Volta a Espanya, Giro d'Itàlia i Tour de França.

## Palmarès en ruta
- 2011
  -  Campió d'Eslovènia júnior en contrarellotge
- 2012
  -  Campió del món júnior en ruta
  - 1r a la Volta a Àustria júnior
  - 1r al Giro de la Lunigiana
  - 1r al Giro de la Basilicata i vencedor de 4 etapes
- 2013
  -  Campió del món sub-23 en ruta
- 2016
  -  Campió d'Eslovènia sub-23 en contrarellotge
  - Vencedor d'una etapa al Tour de Hainan
- 2017
  - 1r a la Hong Kong Challenge
  - Vencedor d'una etapa a la Volta a Espanya
- 2018
  -  Campió d'Eslovènia en ruta
  - 1r al Gran Premi de la Indústria i l'Artesanat de Larciano
  - 1r al BinckBank Tour
  - 1r a la Volta a Alemanya i vencedor d'una etapa
  - Vencedor d'una etapa al Giro d'Itàlia
  - Vencedor d'una etapa a la Volta a Àustria
- 2019
  - Vencedor d'una etapa a la Volta a Polònia
- 2021
  -  Campió d'Eslovènia en ruta
  - Vencedor de 2 etapes al Tour de França
  - Vencedor d'una etapa al Tour del Benelux
  - Vencedor d'una etapa a la Volta a Polònia
- 2022
  - 1r a la Milà-Sanremo
  - 1r al Tour de Croàcia
- 2023
  - 1r a la Volta a Polònia i vencedor d'una etapa
  - Vencedor d'una etapa a la Volta a Eslovènia
  - Vencedor d'una etapa al Tour de França
  - Vencedor d'una etapa al Tour del Benelux
  - Vencedor d'una etapa al Tour de Croàcia
- 2024
  -  Campió d'Eslovènia en contrarellotge
  - Vencedor d'una etapa a la Volta a la Comunitat Valenciana

### Resultats a la Volta a Espanya
- 2015. Abandona (6a etapa)
- 2017. 68è de la classificació general. Vencedor d'una etapa
- 2020. No surt (3a etapa)

### Resultats al Giro d'Itàlia
- 2016. 98è de la classificació general
- 2017. 135è de la classificació general
- 2018. 30è de la classificació general. Vencedor d'una etapa
- 2021. Abandona (9a etapa)

### Resultats al Tour de França
- 2019. 119è de la classificació general
- 2020. 76è de la classificació general
- 2021. 31è de la classificació general. Vencedor de 2 etapes
- 2022. 86è de la classificació general
- 2023. 72è de la classificació general. Vencedor d'una etapa
- 2024. 127è de la classificació general

## Palmarès en gravel
- 2022
  -  Campió del món en gravel